# Albert Bruckmayr

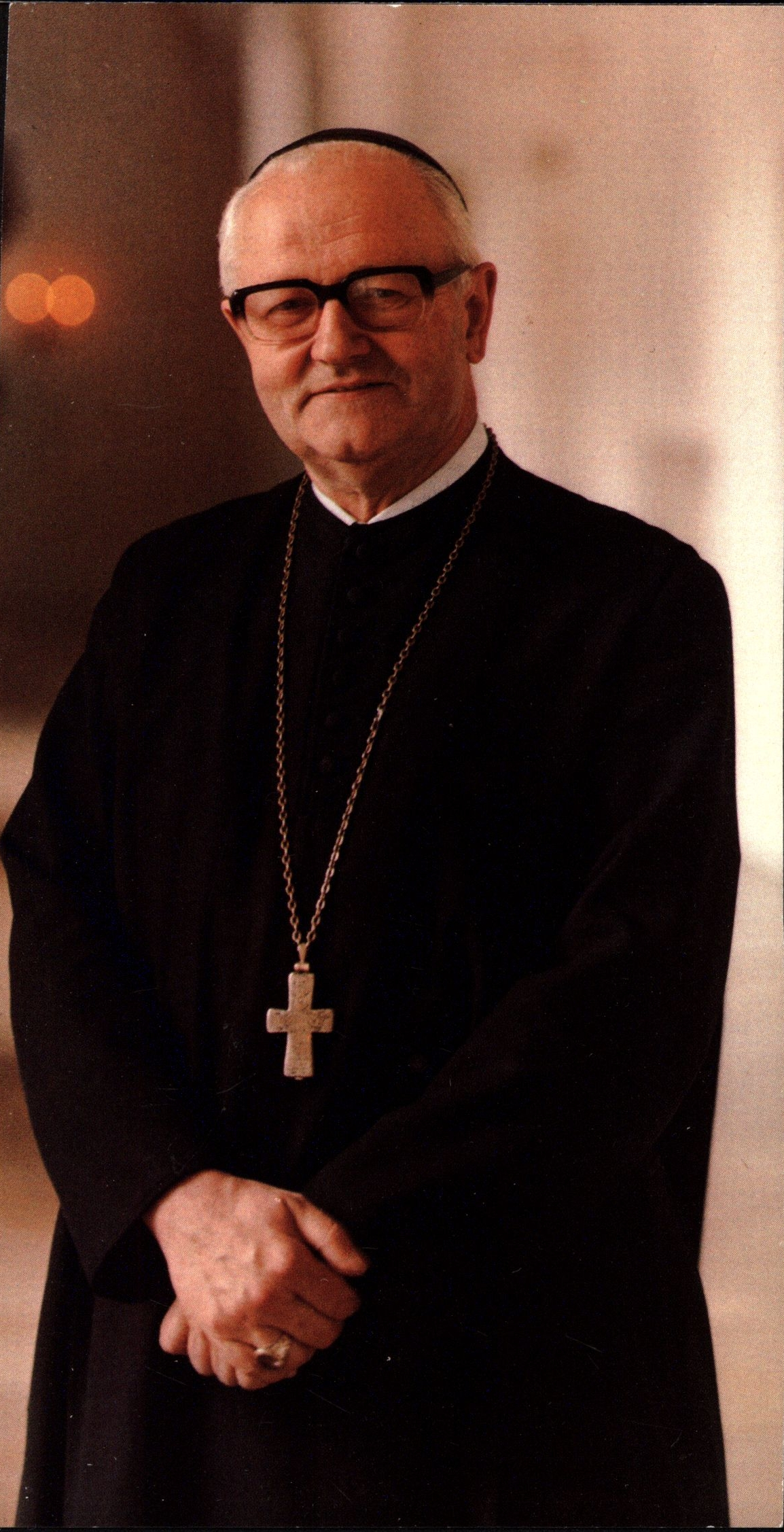
Abt Albert Bruckmayr OSB

Albert Bruckmayr OSB, geboren als Paul Bruckmayr (* 3. Dezember 1913 in Schärding; † 26. Juni 1982 in Wels) war ein österreichischer Benediktiner und Abt des Stiftes Kremsmünster.

## Leben
Paul Bruckmayr wurde in Schärding als Kind einer Kaufmannsfamilie geboren. Am Stiftsgymnasium Kremsmünster von 1924 bis 1932 vorgebildet, trat er am 17. August 1932 in das Benediktinerstift Kremsmünster ein, wo er den Ordensnamen Albert annahm. Im nächsten Jahr begann er in Rom ein bis 1937 andauerndes Studium und wurde am 11. Juli dieses Jahres in Kremsmünster zum Priester geweiht.
Danach bezog Bruckmayr die Universität Wien zum Studium der griechischen wie der lateinischen Sprache, wechselte zur Universität Berlin und wurde 1940 zum Doktor der Philosophie promoviert, 1944 erfolgte auch seine Promotion zum Doktor der Theologie (mit der Arbeit Das Ärgernis des Judentums an Paulus). Er war nun nach Österreich zurückgekehrt und wirkte in dieser Zeit als Kaplan zu Viechtwang und Scharnstein.
1945 berief man Bruckmayr zum Präfekten des Stiftskonvikts. Zugleich wurde er auch Professor am Stiftsgymnasium. Präfekt blieb er bis 1964, am 5. Oktober dieses Jahres wählte man ihn zum Abt. Die Benediktion fand am 28. Oktober in der Kremsmünster Stiftskirche durch Franz Salesius Zauner statt. Diese Weihmesse war zugleich die erste Konzelebration in Österreich. Zunächst war er Abtkoadjutor seines Vorgängers Ignaz Schachermair (1929–1970), von 1970 bis 1982 Abt. 1974 wählte man Abt Albert zum Vorsitzenden der Ordenskonferenz des Bistums Linz, womit er auch Priesterrat wurde. Außerdem leitete Albert Bruckmayr 1977 die 1200-Jahr-Feier des Klosters.
Am 26. Juni 1982 verstarb Albert Bruckmayr im Alter von 68 Jahren in Wels, sein Nachfolger wurde Oddo Bergmair.
Ekkart Sauser urteilt, Bruckmayr habe es als Professor geschafft, „den Schülern echte Begeisterung vor allem für Latein und Griechisch beizubringen“. Sein Wahlspruch, Christus hodie („Christus heute“) drücke aus, dass Bruckmayr sich besonders für die gegenwärtige Christusverkündigung eingesetzt habe. Sein Wirken als Abt bezeichnet Sauser als „Hoheitsvoll und sehr liebenswürdig, Ehrfurchtgebietend und zugleich sehr teilnahmsvoll“.

## Auszeichnungen
- 1967: Ehrenmitglied der AV Austria Innsbruck
- 1978: Großes Silbernes Ehrenzeichen für Verdienste um die Republik Österreich[2]
- 1980: Ehrenmitglied der KÖHV Carolina Graz
- Albert-Bruckmayr-Straße in Kremsmünster

## Schriften
- Untersuchungen über die Randscholien der 28 Reden des heiligen Gregorios von Nazianz im cod. Vindob.theol.gr.74 (Dissertation, 1940)
- Das Ärgernis des Judentums an Paulus (Dissertation, 1944)
- Die Lehre von den Sinneswahrnehmungen in der antiken Philosophie (1953)
- Dieser und jener Äon. Eine Studie zum Geschichtsbild des heiligen Paulus (1954)